# Stylonuncia spinosa
Stylonuncia spinosa is een hooiwagen uit de familie Triaenonychidae.